# Myristinsyra
Myristinsyra, C13 H27COOH, är en mättad fettsyra, som förekommer rikligt i muskotnöt (Myristica fragrans, därav namnet).

## Egenskaper
Myristinsyra är ett vitt till gulaktigt fastämne, som är olösligt i vatten.

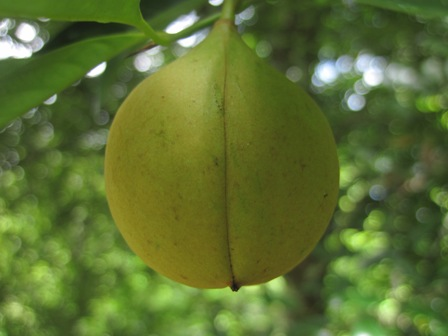
Nöten av Myristica fragrans har hög halt av myristinsyra.

## Förekomst
Muskotsmör innehåller 75 % trimyristin, som är en triglycerid av myristinsyra. Förutom i muskot finns myristinsyra också i palmkärnolja, kokosfett och smör och är en liten del av många andra animaliska fetter. Det finns även i spermaceti, en kristalliserad fraktion av olja från kaskelot.

## Användning
Myristinsyra tillfogas vanligen till den näst sista, kväveterminalen, glycin i receptorassocierade kinaser för att ge membranlokalisering av enzymet. Myristinsyra har en tillräckligt hög hydrofobicitet att kunna införlivas i fettets acylkärna i det fosfolipida tvåskiktsmembranet av plasmamembranet hos  eukaryotacellen. På så sätt fungerar myristinsyra som ett lipidankare i biomembraner.
Estern isopropylmyristat används i kosmetiska produkter och vissa läkemedel där god absorption genom huden önskas.